# Herțegovina

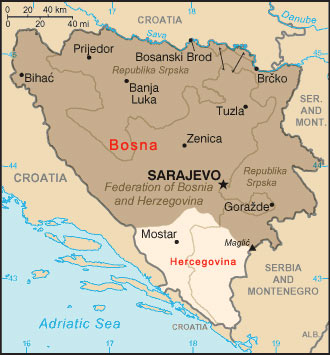
Locaţia Herţegovinei în uniune (cu galben)

Herțegovina este o regiune a Bosniei și Herțegovinei. Nu există nici o graniță oficială care să o diferențieze de regiunea bosniacă, deși este în general acceptat faptul că granițele regiunii sunt cu: Croația la vest, Muntenegru la sud, limita administrativă a cantonului Herțegovina-Neretva în est și a cantonului Gornji Vakuf - Uskoplje în nord. Este o regiune cu administrație politică importantă în statul Bosnia și Herțegovina.
Herțegovina dispune în mod tradițional de o mică ieșire la Marea Adriatică, împărțind astfel Croația în două părți care nu se ating.